# Carretera Vieja Caracas-La Guaira
La Carretera Vieja Caracas-La Guaira o bien Carretera Caracas-La Guaira es el nombre que recibe una vía de transporte carretero que conecta la ciudad de Caracas con el Estado La Guaira al centro norte de Venezuela.

## Carretera
Conecta la Calle Real de Montesano y la Calle Principal Canaima cerca a la Avenida Soublette en el Estado La Guaira con la Avenida Sucre en el Municipio Libertador al Oeste del Área Metropolitana de Caracas. En su recorrido, que en algunos puntos es muy intricado, atraviesa un extremo del parque nacional El Ávila (o Warairarepano) y sectores humildes como Blandín o Plan de Manzano.
Hay dos (2) Carreteras "viejas"
La "Nueva" Carretera Caracas - La Guaira de 27 kilómetros construida durante la Presidencia de Juan Vicente Gómez de 1911 a 1924 empleando las primeras Normas de construcción del Ministerio de Obras Públicas - MOP del año 1910, en esta nueva carretera construyeron varios grandes puentes de concreto armado cercano a Caracas Puente Sebastopol, Puente Pajuil y Las Brujas. También se construyó otro puente grande en Peña Mora, además de diversos puentes pequeños y pontones todos de concreto armado.
La primera carretera "La Vieja" Caracas - La Guaira la inauguró el presidente Carlos Soublette en enero de 1845 de 37 kilómetros de longitud y aproximadamente 6 metros de ancho, allí una empresa privada  abrió el Transporte de pasajeros en carruajes de pasajeros tirados por 5 caballos que tenía varias paradas en el camino con postas para el cambio de los caballos. Esta Vieja Carretera también fue mejorada luego con variantes y ensanchada de acuerdo a las Normas del MOP-1910 durante la Presidencia de Juan Vicente Gomez.
Los primeros 6 kilómetros  partiendo de Caracas coinciden para ambas carreteras luego se bifurcan en una "Y".
Ambas carreteras "viejas" las dos (2) están operativas, asfaltadas y con los drenajes limpios.
Suman 64 kilómetros de vialidad operativa las 24 horas del día dentro del parque nacional El Ávila o Waraira Repano, con bellos paisajes.
A la carretera inaugurada por Soublette en 1845 se sube por Canaima y a la otra Carretera inaugurada por Juan Vicente Gómez en 1924 se sube por Marlboro.
El tiempo de recorrido por esta vía es de aproximadamente 90 minutos (una hora y media) en contraste con el de la autopista, cuyo recorrido se reduce a aproximadamente 15-20 minutos.

## Historia

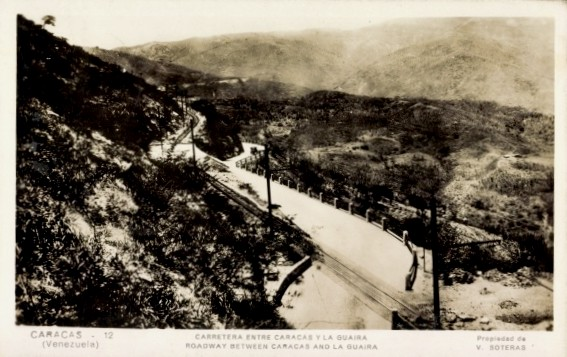
Vista de la Carretera en 1936

La primera Carretera "Vieja" es una vía muy antigua cuyos orígenes se remontan a una vía mucho más primitiva inaugurada el 14 de enero de 1845, con diferentes adaptaciones y mejoras que se realizaron en 1871, 1883, 1911-1912 y 1925.
Luego en 1911 el Ministerio de Obras Públicas - MOP con asesoría de ingenieros de EE.UU diseñaron y construyeron la segunda Carretera Caracas La Guaira que inició su construcción en 1911 empleando las nuevas Normas de Ingeniería del Ministerio de Obras Públicas - MOP 1910 allí se construyeron modernos y grandes puentes, pontones y alcantarillas de concreto armado estos puentes se finalizaron en 1924 y al poco tiempo se inauguró completa la segunda Carretera Caracas La Guaira. 
Gran parte de los vehículos que la usaban en la década de 1950 ahora utilizan la mucho más grande Autopista Caracas-La Guaira que corre en varios puntos paralela a la carretera desde 1953. Y es por esa razón que comúnmente son conocidas como las "Carretera vieja" debido a que funciona como una vía alterna o complementaria a la principal de más reciente construcción.